# 消化管機能改善薬

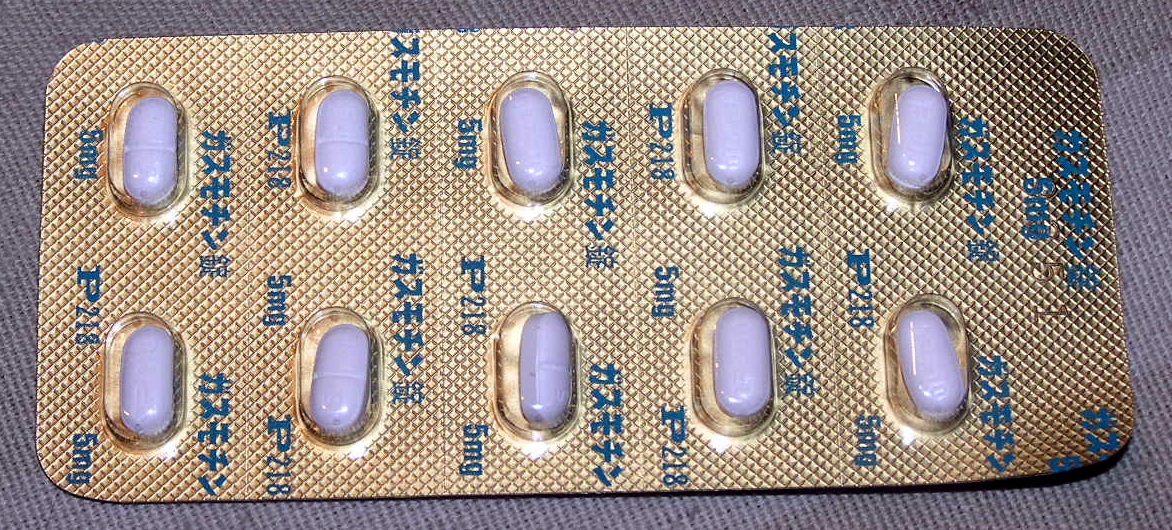
モサプリドはこの種の医薬品の中でよく使用されている。

消化管機能改善薬（しょうかかんきのうかいぜんやく、prokinetic）は、胃腸薬の一種で、胃内容の排出異常を改善する薬である。消化管上部の機能性の症状を改善する薬である。胃炎など器質的疾患の改善に本質的な効果はないと考えられている。消化管運動機能改善薬とも。
機能性胃腸症に使われる。機能性胃腸症とは、げっぷ、悪心、胃もたれ感、上腹部の痛みといった、消化管上部の自覚症状があるにもかかわらず内視鏡にて器質的な異常がない場合をいう。

## 種類
選択的セロトニン5-HT4作動薬
- モサプリド （ガスモチン®）
- シサプリド

コリンエステラーゼ阻害作用
- アコチアミド

ドパミン受容体拮抗薬（抗ドパミン薬）:ドパミンD2受容体は消化管にもCTZにも存在するため、消化器症状による悪心がある場合に向く。
- メトクロプラミド（プリンペラン®）
- ドンペリドン（ナウゼリン®）
- イトプリド

オピオイド作動薬: 消化管に存在するオピオイド受容体に作用する。
- トリメブチン（セレキノン®）